# Acció Popular Catalana
Acció Popular Catalana (APC) fue un partido político conservador de ámbito catalán durante la Segunda República Española. Se fundó en octubre de 1934 y estaba adherido a la CEDA española. Sus principales dirigentes fueron José Oriol Anguera de Sojo, Lluís Jover i Nonell y Josep Cirera i Voltà. Consiguió un cierto predominio entre algunos sectores de propietarios agrícolas al combatir la Ley de Contratos de Cultivo, más duramente aún que el partido conservador mayoritario: la Lliga. Esta férrea oposición le valió el apoyo del Instituto Agrícola Catalán de San Isidro, del cual Cirera en aquellos momentos era el presidente. En las elecciones generales de febrero de 1936 para elegir los diputados a las Cortes, formó parte de la coalición del Front Català d'Ordre pero no obtuvo ningún escaño. Con el estallido de la guerra civil el partido desapareció. Posteriormente muchos de sus dirigentes se integraron al régimen franquista.